# Simognathus minutus
Simognathus minutus är en kvalsterart som först beskrevs av Walter Hendricks Hodge 1863.  Simognathus minutus ingår i släktet Simognathus och familjen Halacaridae. Arten är reproducerande i Sverige. Inga underarter finns listade i Catalogue of Life.